# Naviraí
Naviraí este un oraș în Mato Grosso do Sul (MS), Brazilia.